# Droga krajowa B23 (Niemcy)
Droga krajowa 23 (niem. Bundesstraße 23, B 23) – niemiecka droga krajowa przebiegająca na osi północ-południe i jest połączeniem B17 w Peitingu przez Garmisch-Partenkirchen z przejściem granicznym koło Griesen.
Fragment Garmisch-Partenkirchen – Griesen był do początku lat 90. XX w. częścią B24.